# منطقه امنیتی مشترک
منطقه امنیتی مشترک (انگلیسی: Joint Security Area) تنها بخشی از منطقه غیرنظامی کره است که در آن نیروهای کره شمالی و کره جنوبی رو در روی هم قرار می‌گیرند. در رسانه‌ها و گزارش‌های نظامی به این منطقه «دهکده صلح» هم گفته می‌شود.
منطقه امنیتی مشترک تا مارس سال ۱۹۹۱ برای مذاکرات نظامی میان فرماندهی ملل متحد و کره شمالی به کار می‌رفت. این منطقه هم‌اکنون توسط دو کره برای تعاملات دیپلماتیک استفاده می‌شود.

## موقعیت

نقشه منطقه امنیتی مشترک فعلی که شامل خط قرمز جداسازی نظامی و ساختمان‌ها است. ساختمان‌های سیاه متعلق به کره شمالی و ساختمان‌های سفید متعلق به فرماندهی ملل متحد و کره جنوبی هستند.

منطقه امنیتی مشترک در ۳۷°۵۷′۲۱″ شمالی ۱۲۶°۴۰′۳۶″ شرقی / ۳۷٫۹۵۵۸۳°شمالی ۱۲۶٫۶۷۶۶۷°شرقی و درون روستای پنمونجوم واقع شده است.